# Hojava
Hojava (německy Hojawa) je malá vesnice, část obce Lidmaň v okrese Pelhřimov. Nachází se asi 1 km na jih od Lidmaně. V roce 2009 zde bylo evidováno 14 adres. V roce 2001 zde trvale žili čtyři obyvatelé
Hojava leží v katastrálním území Lidmaň o výměře 10,41 km2.

## Fotogalerie

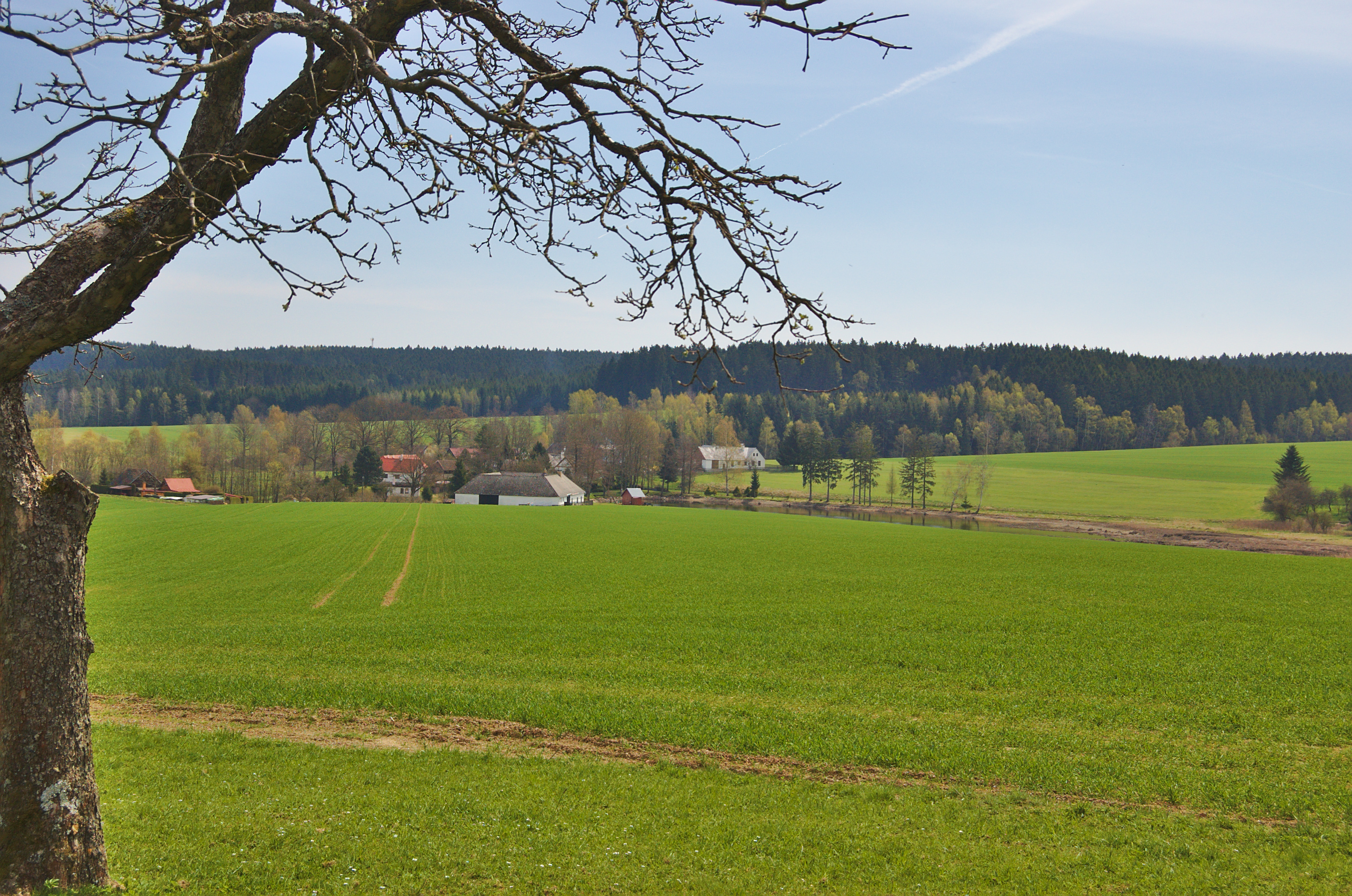
Pohled na osadu od severozápadu
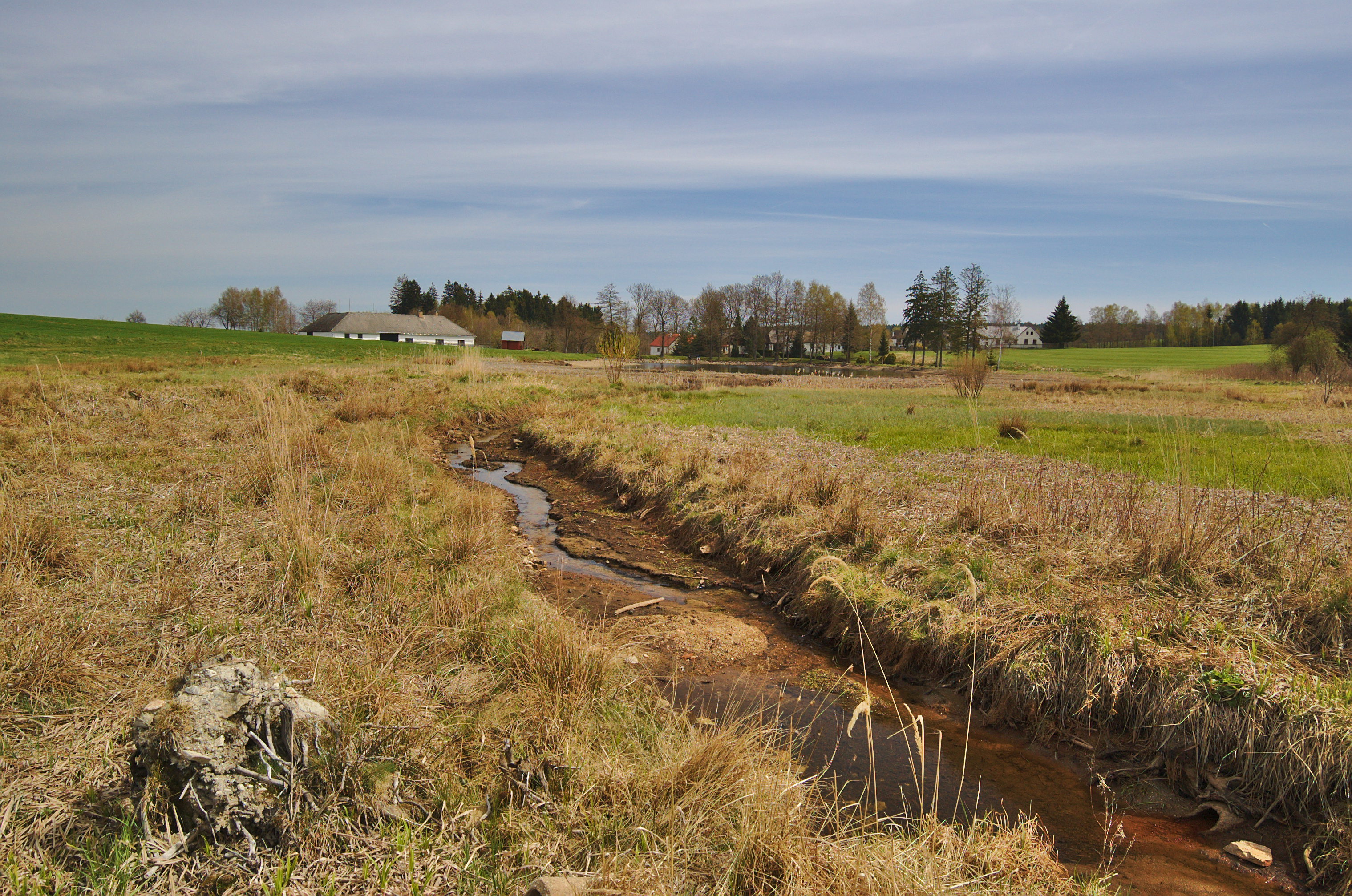
Pohled na osadu od západu
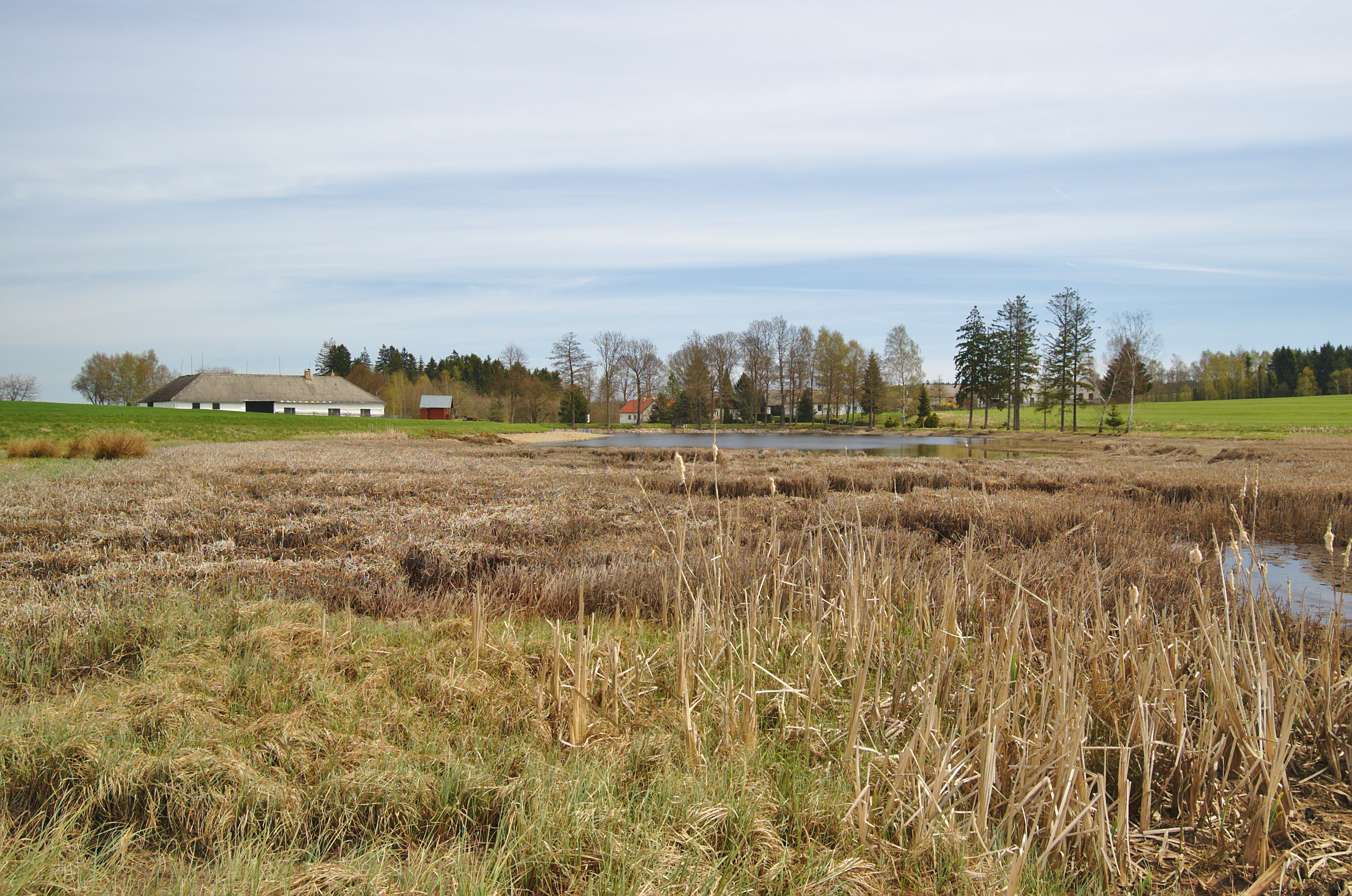
Pohled na osadu od západu
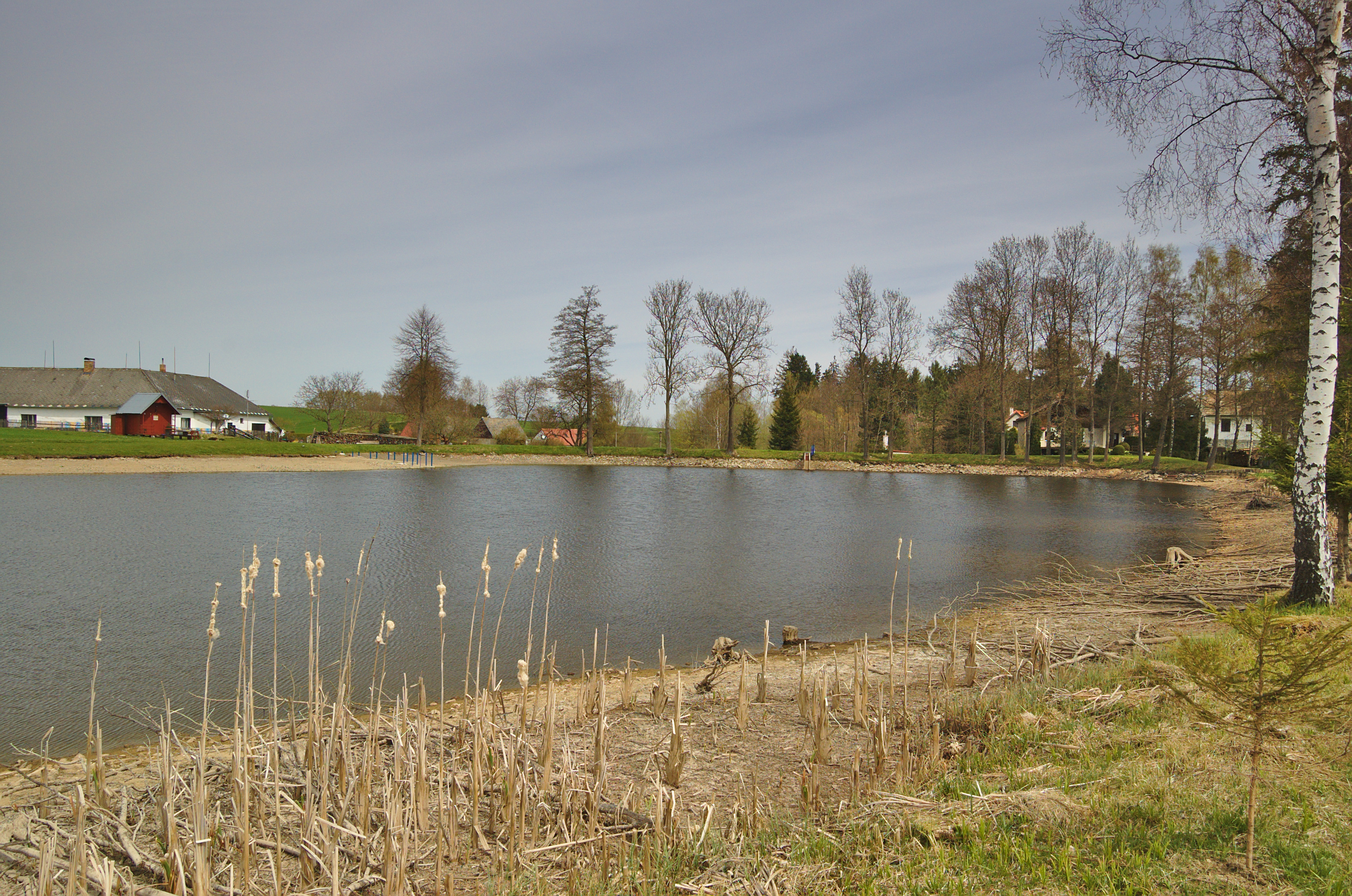
Pohled na osadu od západu
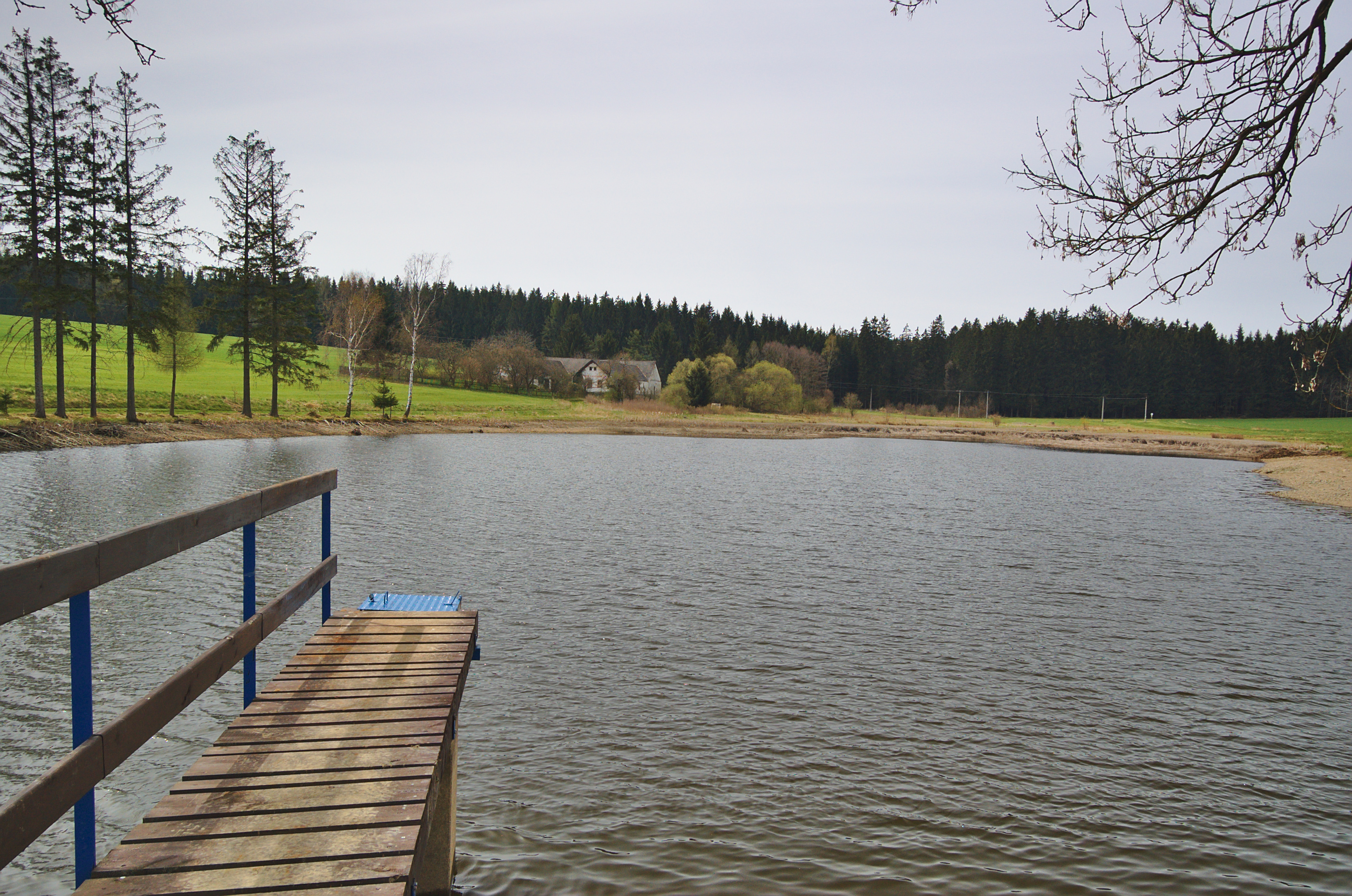
Pohled na východní část osady přes rybník